# Бугро-Ключи
Бугро-Ключи — село в Старошайговском районе Мордовии в составе Новоакшинского сельского поселения.

## География
Находится на расстоянии примерно 19 километров по прямой на востоко-юго-восток от районного центра села Старое Шайгово.

## История
В 1869 году было учтено как владельческая деревня Инсарского уезда из 47 дворов. Тут же располагалась владельческая деревня Ключи из 74 дворов. В середине XIX века принадлежало Софье Андреевне Бахметьевой — жене поэта Алексея Константиновича Толстого, который неоднократно здесь бывал.

## Население
Постоянное население составляло 30 человек (русские 97 %) в 2002 году, 18 в 2010 году.